# Gare de Gyöngyöshermán
La gare de Gyöngyöshermán (en hongrois : Gyöngyöshermán vasútállomás) est une halte ferroviaire hongroise, située à Szombathely.